# Dimerostemma retifolium
Dimerostemma retifolium là một loài thực vật có hoa trong họ Cúc. Loài này được (Sch.Bip. ex Baker) S.F.Blake mô tả khoa học đầu tiên năm 1917.